# Dűne (film, 2021)
A Dűne (eredeti cím: Dune: Part One) 2021-ben bemutatott amerikai sci-fi film, amelyet Denis Villeneuve rendezett, Frank Herbert 1965-ös azonos című regénye alapján.
Producerei Denis Villeneuve, Mary Parent, Cale Boyter és Joe Caracciolo Jr. A forgatókönyvet Jon Spaihts, Denis Villeneuve és Eric Roth írta. A főszerepben Timothée Chalamet, Zendaya, Rebecca Ferguson, Oscar Isaac, Josh Brolin és Stellan Skarsgård láthatók. A zeneszerző Hans Zimmer. A film gyártója a Legendary Pictures, forgalmazója a Warner Bros. Pictures.
A filmet a 78. Velencei Filmfesztiválon mutatták be 2021. szeptember 3-án. Az Egyesült Államokban a film  2021. október 22-én egyidejűleg debütált a mozikban és az HBO Max streaming szolgáltatónál. Magyarországon 2021. október 21-én mutatták be a mozikban. A nemzetközi premiert követő hét elején, 2021. október 26-án a filmet gyártó Legendary Pictures a Twitteren bejelentette, a forgalmazó Warner Bros. Pictures elnöke pedig egy interjúban megerősítette, hogy a folytatás bemutatója 2023 októberében várható a mozikban.

## Cselekmény
|  | Alább a cselekmény részletei következnek! |

10191-ben IV. Shaddam Padisah császár megbízza az Atreides-ház I. Leto hercegét, a Caladan óceánbolygó uralkodóját, hogy felügyelje az Arrakist, egy zord sivatagi bolygót. Az Arrakis az egyetlen forrása egy felbecsülhetetlen értékű anyagnak, a „fűszernek”, amely meghosszabbítja használójának életét és rövidtávú jövőbelátást biztosít, ezért nélkülözhetetlen a csillagközi űrhajózáshoz az űrnavigátorok számára. A „fűszer” fogyasztásának mellékhatása a teljesen kék ibadszem.
Az Arrakis bolygó ezt megelőzően nyolc évtizedig a Harkonnen-ház hűbérbirtoka volt, amit most a császár parancsára hagynak maguk mögött. Shaddam terve szerint a Harkonnen-ház a Sardaukarok hadseregének segítségével majd visszafoglalja a bolygót, közben pedig legyőzi az Atreides-házat, amitől a császár a hatalmát félti. Leto sejti, hogy csapdáról van szó, de lehetőséget lát arra, hogy szövetséget kössön Arrakis őslakosaival, a fremenekkel, amivel növelheti házának befolyását a Landsraadban.
Leto ágyasa, Lady Jessica a Bene Gesserit, egy fejlett fizikai és szellemi képességekkel rendelkező, kizárólag nőkből álló rend tanítványa. Noha Jessicát a Bene Gesserit utasította, hogy lányt hozzon világra, aki a legenda szerint a Kwisatz Haderach, egy messiáshoz hasonló személy, Leto herceg iránti szeretetéből fia született, Paul. Pault egész életében Leto bizalmasai, Duncan Idaho, Gurney Halleck és a mentát Thufir Hawat  tanítják, míg anyja a Bene Gesserit tudományaira képezi ki. Pault nyugtalanítják a jövőről szóló látomásai, és ezt csak Jessicával és Duncannel osztja meg.
A látomások híre miatt Gaius Helen Mohiam tisztelendő anya a Caladanra érkezik és kötelezően aláveti Pault az emberi öntudat fejlettségét vizsgáló, kínzóan fájdalmas gom-dzsabbar tesztnek, amit a fiú sikerrel teljesít. Ha nem bírja ki a fájdalmat, annak azonnali halál lett volna a következménye, amit a tisztelendő anya a Paul nyakához tartott mérgezett tűvel hajtott volna végre.
Ezt követően Mohiam utasítja Vladimir Harkonnen bárót, a Harkonnen-ház pátriárkáját, hogy kímélje meg Paul és Jessica életét a puccsa során, amibe ő beleegyezik, mivel úgy gondolja, hogy a sivatag úgyis végez majd velük.
Leto, Jessica és Paul Arrakeenbe utaznak, az Arrakis bolygó fellegvárába, ahol Idaho és az előre küldött udvarnép fogadja őket, akik azért jöttek, hogy felmérjék a körülményeket és kapcsolatba lépjenek a bolygó őslakosaival. Leto tárgyal a fremenek egyik vezérével, Stilgarral. Stilgar Leto engedélyével a fremenek szent fegyverét, a kriszkést magánál tartva léphet be a terembe. (A kriszkést a homokféreg elhullajtott fogából készítik).
Leto találkozik Dr. Liet Kynes planetológussal, aki elkíséri helyszíni látogatásra a fűszer betakarítását végző egyik géphez. Egyúttal megtapasztalják ennek a munkának a veszélyeit. Indulás előtt Dr. Kynes mindenkin ellenőrzi a cirkoruha helyes viselését, ami a sivatagban az életben maradás feltétele. A cirkoruhákat a fremenek fejlesztették.
A látogatás során egyenesen a betakarítást végző gép felé közeledik egy akár 400 méter hosszúságot elérő  homokféreg. Ilyenkor az adott gépet rutinszerűen a levegőbe emelik egy erre szolgáló repülő szerkezettel, ezúttal azonban a művelet műszaki hiba miatt nem sikerül (az egyik emelőkötél nem akad be). Leto utasítja a munkásokat, hogy hagyják el az aratógépet, bár azok tiltakoznak, mivel így elvész a benne lévő, begyűjtött fűszer.
A homokférgek a felszín alatt közlekednek a sivatagban és keresik a felszínen ritmikus hangokat keltő áldozataikat, köztük a fűszert betakarító gépeket is.
A felderítő repülés során Paul, Halleck és Liet Kynes a szemtanúi, amikor a homokféreg elnyel egy aktív betakarítót, mert azt nem sikerült időben felemelni. Leto és Paul előzetesen segít a legénység megmentésében, mielőtt a homokféreg lenyelné a járművüket. Paul a mentőakció közben belélegzi a fűszerrel teli levegőt, amitől a látomásai felerősödnek.
Miután a palotában egy hat héttel korábban befalazott Harkonnen-ügynök sikertelen kísérletet tesz Paul megölésére egy apró, mesterséges „fürkészvadásszal”, Leto fokozott készültségbe helyezi katonáit, Paul pedig árulóra gyanakszik az Atreides-házban.
A Suk orvos, Wellington Yueh kikapcsolja Arrakeen védőpajzsait, ezzel lehetővé teszi a Harkonnen-hadseregnek és az álcázott Sardaukar csapatoknak, hogy megtámadják és legyőzzék az Atreides-erőket. Yueh egy kábító lövedékkel cselekvőképtelenné teszi Leto herceget, annak érdekében, hogy Harkonnen báróhoz szállítsák, ezzel remélve, hogy a fogvatartott feleségét élve visszakaphatja. Közben kicseréli Leto egyik fogát egy méreggel teli gázkapszulára, amivel a herceg közelről megölheti a bárót. A doktor figyelmezteti Letót, hogy a méreg csak egyszer használható, és az a saját halálát is jelenti.
A doktort Leto herceg átadása után a báró megöli, Leto pedig a mérges gáz kiengedésével a teremben lévőkkel végez, a báró viszont megmenekül.
Idaho ellop egy ornitoptert, így megmenekül a támadás elől, de Pault és Jessicát elfogják. Ahogy a sivatag fölött szállítják őket, hogy ott sorsukra hagyják őket, a „hang” segítségével legyőzik fogvatartóikat. Miután megtalálják a Yueh által nekik hagyott túlélőkészletet, egy sátorban töltik az éjszakát a homok alatt, Paulnak látomásai vannak egy egész univerzumot betöltő háborúról, amiben az ő nevét kiabálják.
A báró átadja Arrakis parancsnokságát brutális unokaöccsének, Rabbannak, és megparancsolja neki, hogy értékesítse az eltárolt fűszerkészleteket, és indítsa újra a fűszerszüretet, hogy fedezni tudják a puccs során felmerült hatalmas költségeket.
Pault és Jessicát Duncan és Liet Kynes találja meg. Egy régi kutatóállomásra indulnak, de a Sardaukarok nem sokkal ezután megtámadják őket. Duncan és több fremen feláldozza magát, hogy Jessica, Paul és Liet Kynes elmenekülhessenek a létesítményből. A Sardaukar csapatok sarokba szorítják Liet Kynest, aki a kezével ütemesen dobolni kezd a homokon, ezzel odacsal egy homokférget, hogy az vele együtt felfalja őket.
Paul és Jessica egy ornitopteren menekülnek, de három ornitopter üldözi őket. Hirtelen homokvihar tör ki, amit nem tudnak kikerülni. Az ellenséges ornitopterek nemsokára visszafordulnak, mivel az itteni homokvihar szélsebessége elérheti a 800 km/h értéket, ami minden szilárd testet homokméretűre aprít. Paulnak a repülés során látomásai támadnak, egy ponton összecsukja a gép szárnyait és abbahagyja a gép irányítását, hogy az sodródjon a homok áramlásával. Azonban később az ismét kinyitott, repdeső szárnyak letörnek a gépről, majd a gép lezuhan a sivatagban.
Paul és Jessica elérik a mély sivatag egyik sziklás részét, ahol találkoznak az ott rejtőzködő  fremenekkel, köztük Stilgarral és Csanival, azzal a lánnyal, aki többször megjelent Paul álmaiban. A fremen törzs vezetője, Stilgar Pault értékesnek és hasznosnak tartja a maguk számára, Jessicát azonban csak annyira, hogy „elvegyék a vizét” (azaz megöljék a testében lévő víz miatt). Azonban Jessica fegyvertelenül, könnyedén elkapja Stilgart és Stilgar saját kését szegezi a torkához, így Stilgar parancsot ad az embereinek, hogy ne támadjanak, mert Jessica is hasznos lehet számukra, hiszen a közelharc mestere.
A törzs egyik tagja, Jamis tiltakozik a nő befogadása ellen, akár rövid időre is, ezért Paul kiáll vele egy rituális párbajra. Előtte Csani azt mondja Paulnak, nem hiszi, hogy győzni tudna a legjobb harcosuk ellen, de odaadja neki azt a kriszkést, amit a nagynénje adott neki, hogy Paul tisztességben haljon meg.
Paul és Jamis összecsapnak és Paul megadásra szólítja fel, amikor meg tudná ölni. A fremen párbaj szabályai azonban ezt nem teszik lehetővé, ezért Paul a következő alkalommal megöli a férfit. A társai azonnal gondosan becsomagolják a testet és elszállítják, hogy a testében lévő vize ne vesszen el a törzs számára. A törzs tagjai a párbaj után egyenként Paul vállára teszik a kezüket.
Jessica el akar menekülni a bolygóról, és vissza akar térni a Caladanra, de Paul ragaszkodik ahhoz, hogy csatlakozzon a fremenekhez, hogy teljesítse apja azon célját, hogy egy nap békét és harmóniát teremtsen az Arrakison.
Ahogy a csapat elindul a sivatagban, rövid ideig látható, amint valaki egy homokféreg hátán száguld.
|  | Itt a vége a cselekmény részletezésének! |

## Szereplők
| Szereplő                              | Színész                    | Magyar hang            |
| ------------------------------------- | -------------------------- | ---------------------- |
| Paul Atreides                         | Timothée Chalamet          | Jéger Zsombor          |
| Lady Jessica, Paul anyja              | Rebecca Ferguson           | Bartsch Kata           |
| Leto Atreides, Paul apja              | Oscar Isaac                | Rajkai Zoltán          |
| Gurney Halleck                        | Josh Brolin                | Kőszegi Ákos           |
| Vladimir Harkonnen báró               | Stellan Skarsgård          | Máté Gábor             |
| Glossu Rabban                         | Dave Bautista              | Schneider Zoltán       |
| Thufir Hawat                          | Stephen McKinley Henderson | Borbiczki Ferenc       |
| Chani                                 | Zendaya                    | Törőcsik Franciska     |
| Piter de Vries                        | David Dastmalchian         | Karácsonyi Zoltán      |
| Wellington Yueh, az Atreidesek orvosa | Csang Csen                 | Dévai Balázs           |
| Liet-Kynes, planetológus, fremen      | Sharon Duncan-Brewster     | Bánfalvi Eszter        |
| Gaius Helen Mohiam, tisztelendő anya  | Charlotte Rampling         | Csoma Judit            |
| Duncan Idaho                          | Jason Momoa                | Varga Rókus            |
| Stilgar, fremen vezető                | Javier Bardem              | Fekete Ernő            |
| Jamis, fremen                         | Babs Olusanmokun           | Kálid Artúr            |
| A változás hírnöke                    | Benjamin Clémentine        | Horváth-Töreki Gergely |